# Sötét zsaruk (televíziós sorozat, 2009)
A Sötét zsaruk (eredeti cím: Dark Blue) amerikai televíziós filmsorozat. A forgatókönyvet Danny Cannon írta, Doug Jung rendezte, a zenéjét David E. Russo és Graeme Revell szerezte, a producer Kelly Van Horn, Sam Humphrey és Eileen Myers, a főszerepben Dylan McDermott, Christianna Carmine, Nicki Aycox, Logan Marshall-Green és Omari Hardwick látható. A TNT Originals készítette, a Turner Network Television forgalmazta. Amerikában 2009. július 15. és 2010. szeptember 15. között a TNT vetítette. Magyarországon a Sorozat+ mutatta be 2012. július 15-én, 2013. május 26-án az RTL II is műsorra tűzte. A második évad premierje először a Prizma TV-n volt 2013. július 29-én, majd augusztus 4-én az RTL II is műsorra tűzte.

## Ismertető
Los Angeles városában Carter Shaw egy titokzatos egységet irányít a rendőrségen. A különös akciócsapat egyfolytában küzd az olyan gaztevőkkel szemben, akik droggal és fegyverekkel kereskednek, valamint embereket rabolnak és pénzt hamisítanak.

## Szereplők
| Szereplő         | Színész              | Magyar hang | Leírás |
| ---------------- | -------------------- | ----------- | ------ |
| Carter Shaw      | Dylan McDermott      |             |        |
| Tracy            | Christianna Carmine  |             |        |
| Jaimie Allen     | Nicki Aycox          |             |        |
| Dean Bendis      | Logan Marshall-Green |             |        |
| Ty Curtis        | Omari Hardwick       |             |        |
| Alex             | RiceTricia Helfer    |             |        |
| Melissa Curtis   | Meta Golding         |             |        |
| Maynard kapitány | Tyrees Allen         |             |        |
| Maria            | Jordana Brewster     |             |        |

## Epizódok
| Évad | Évad | Epizódok | Eredeti sugárzás     | Eredeti sugárzás     | Magyar sugárzás  | Magyar sugárzás |
| Évad | Évad | Epizódok | Évadpremier          | Évadfinálé           | Évadpremier      | Évadfinálé      |
| ---- | ---- | -------- | -------------------- | -------------------- | ---------------- | --------------- |
|      | 1    | 10       | 2009. július 15.     | 2010. augusztus 4.   | 2012. július 15. | TBA             |
|      | 2    | 10       | 2009. szeptember 16. | 2010. szeptember 15. | 2013. július 29. | TBA             |

### 1. évad
| #   | #   | Magyar cím         | Eredeti cím                | Magyar premier   | Eredeti premier      | Író                             | Rendező        |
| --- | --- | ------------------ | -------------------------- | ---------------- | -------------------- | ------------------------------- | -------------- |
| 1.  | 1.  | Veszélyes bevetés  | Pilot                      | 2012. július 15. | 2009. július 15.     | Doug Jung                       | Danny Cannon   |
| 2.  | 2.  | Kockázatos randevú | Guns, Strippers, and Wives |                  | 2009. július 22.     | Rick Eid                        | Danny Cannon   |
| 3.  | 3.  | A drogdíler        | Purity                     |                  | 2009. július 29.     | Doug Jung                       | Jeffrey Hunt   |
| 4.  | 4.  | A koreai banda     | K-Town                     |                  | 2009. augusztus 5.   | Eileen Myers                    | Nathan Hope    |
| 5.  | 5.  | Emberrablás        | August                     |                  | 2009. augusztus 12.  | Matt McGuinness                 | Karen Gaviola  |
| 6.  | 6.  | Pénzmosás          | Ice                        |                  | 2009. augusztus 19.  | Rick Eid                        | Danny Cannon   |
| 7.  | 7.  | Korrupt zsaruk     | O.I.S.                     |                  | 2009. augusztus 26.  | Doug Jung                       | Jeffrey Hunt   |
| 8.  | 8.  | Bandaháború        | Venice Kings               |                  | 2009. szeptember 2.  | Nicholas Wootton                | Eagle Egilsson |
| 9.  | 9.  | Kísért a múlt      | Betsy                      |                  | 2009. szeptember 9.  | Matt McGuinness és Eileen Myers | Dermott Downs  |
| 10. | 10. | A gyanú árnyéka    | A Shot in the Dark         |                  | 2009. szeptember 16. | Doug Jung és Rick Eid           | Nick Gomez     |

### 2. évad
| #   | #   | Magyar cím          | Eredeti cím                     | Magyar premier   | Eredeti premier      | Író                      | Rendező        |
| --- | --- | ------------------- | ------------------------------- | ---------------- | -------------------- | ------------------------ | -------------- |
| 11. | 1.  | Érdekellentét       | Urban Garden (Jardines urbanos) | 2013. július 29. | 2010. augusztus 4.   | Rick Eid és Doug Jung    | Jeffrey Hunt   |
| 12. | 2.  | Hazug játszma       | Liar's Poker (Poker mentiroso)  |                  | 2010. augusztus 4.   | Gavin Harris             | Dermott Downs  |
| 13. | 3.  | A fenevad búvóhelye | Shelter of the Beast            |                  | 2010. augusztus 11.  | Sam Humphrey             | John Behring   |
| 14. | 4.  | Nagymenők           | High Rollers                    |                  | 2010. augusztus 18.  | Rick Eid                 | Karen Gaviola  |
| 15. | 5.  | Testvércsapda       | Brother's Keeper                |                  | 2010. augusztus 25.  | Doug Jung                | Nathan Hope    |
| 16. | 6.  | A tégla             | Jane Wayne                      |                  | 2010. szeptember 1.  | Joe Halpin               | Guy Ferland    |
| 17. | 7.  | Otthon, édes otthon | Home Sweet Home                 |                  | 2010. szeptember 8.  | Gavin Harris             | Danny Cannon   |
| 18. | 8.  | Kusza szálak        | Shell Game                      |                  | 2010. szeptember 8.  | Rick Eid                 | Eagle Egilsson |
| 19. | 9.  | Családi vállalkozás | Dead Flowers                    |                  | 2010. szeptember 15. | Rick Eid és Sam Humphrey | Jeffrey Hunt   |
| 20. | 10. | Döntéskényszer      | Personal Effects                |                  | 2010. szeptember 15. | Doug Jung                | Danny Cannon   |